# Neuville, Québec
Neuville är en stad (kommun av typen ville) och tätort (centre de population) i provinsen Québec i Kanada. Den ligger i regionen Capitale-Nationale, i den sydöstra delen av landet, 300 km öster om huvudstaden Ottawa. Staden bildades 1996 genom sammanslagning av bykommunen med samma namn och socknen Pointe-aux-Trembles.